# Above-the-line-Kosten
Above-the-line-Kosten ist ein Fachausdruck aus der Filmgeschäftsführung und beschreibt die Kosten der Honorare der kreativ tätigen Personen einer Filmproduktion wie Drehbuchautoren, Regisseure, Filmkomponisten etc. Im Honorarschlüssel müssen die Kosten gesondert von denen der gesamten Herstellungskosten verrechnet werden. Letztere werden in den sog. Below-the-line-Kosten aufgeschlüsselt.